# Vie sur Mars

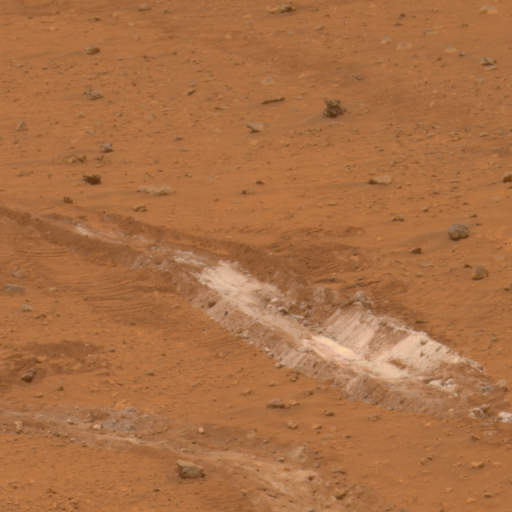
Portion de sol riche en minéraux de type silicate découvert par le rover Spirit qui prouve que par le passé de l'eau à l'état liquide a existé à la surface de Mars.

La possibilité de vie sur la planète Mars est une hypothèse historique formulée en raison de la proximité et des similitudes entre cette planète et la Terre. Les premières investigations sérieuses à ce sujet datent du XIXe siècle et se poursuivent aujourd'hui, notamment à l'aide des missions d'explorations in situ. Car, bien que les « Martiens » constituent un élément récurrent dans les divertissements populaires tels que le cinéma et la bande-dessinée, la présence de vie sur Mars, actuelle ou passée, reste une question ouverte.

## Premières spéculations

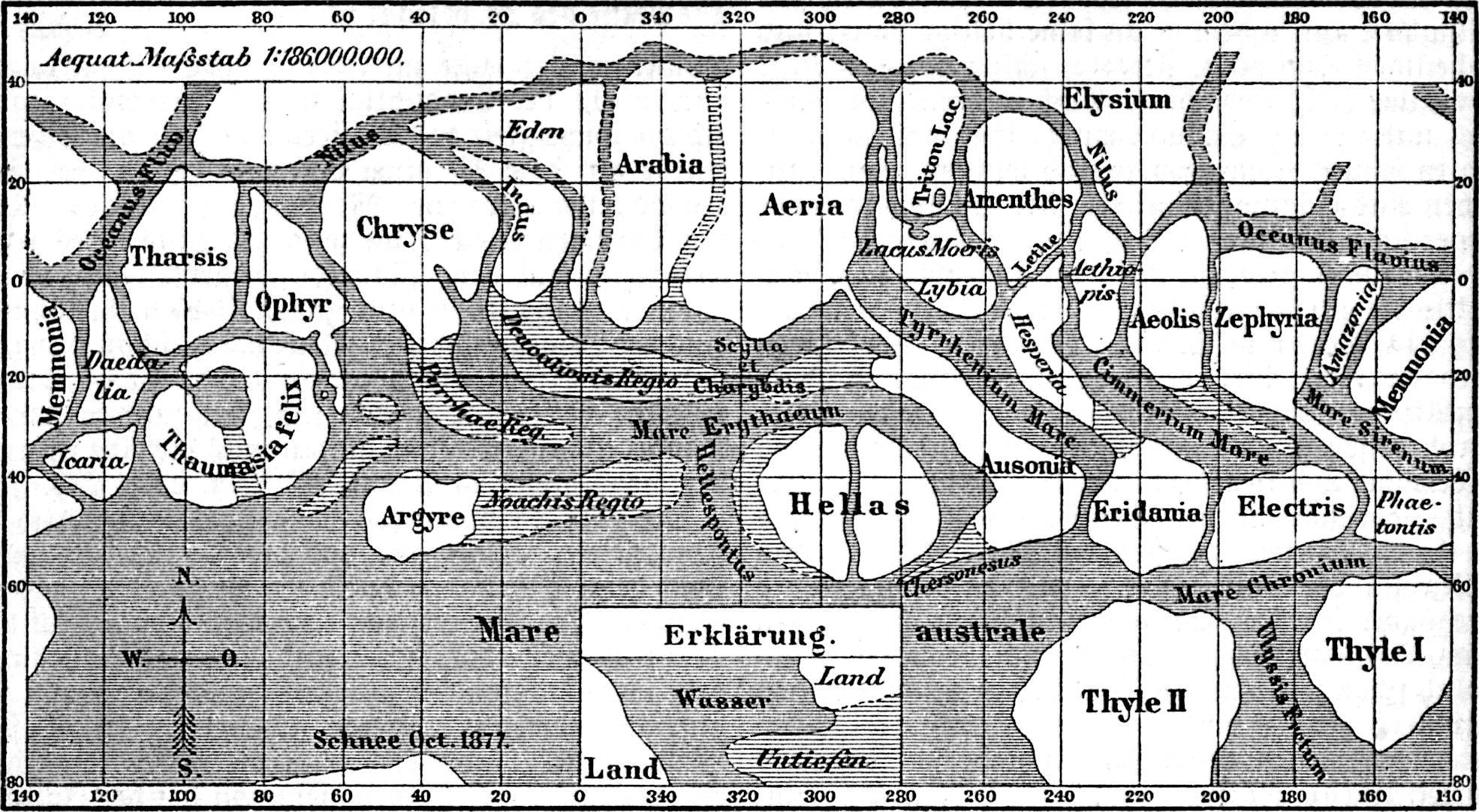
Carte de Mars par Giovanni Schiaparelli.

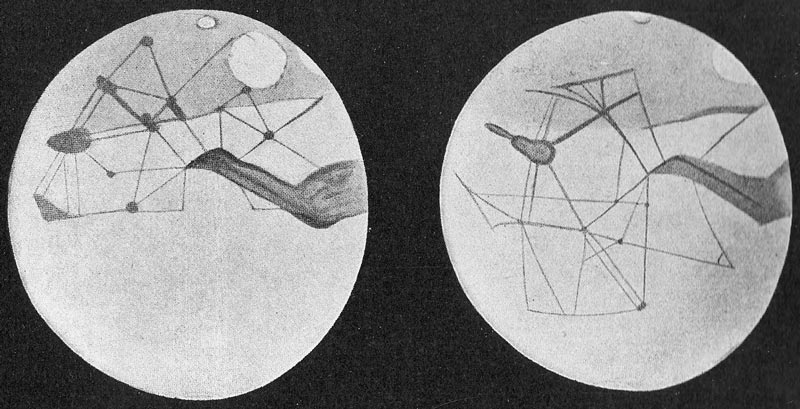
Les canaux martiens d'après Lowell.

Si la première observation des calottes polaires martiennes date du milieu du XVIIe siècle, c'est au cours de la seconde partie du XVIIIe siècle que William Herschel constate la variation alternative de leur superficie sur chaque hémisphère en fonction des saisons.
Vers 1850, les astronomes ont mis en évidence certaines similitudes entre Mars et la Terre. La durée du jour est en effet sensiblement la même sur les deux planètes, tout comme l'inclinaison de l'axe de rotation qui engendre l'alternance des saisons (bien que l'année martienne soit environ deux fois plus longue que son équivalente terrestre). Ces observations conduisent à l'hypothèse que les zones sombres visibles sur Mars correspondraient à des océans, tandis que les zones plus claires seraient des continents. Il est alors naturel de supposer que Mars peut abriter certaines formes de vie. William Whewell, professeur au Trinity College de l'université de Cambridge, expose notamment cette théorie dès 1854.
Les théories concernant la vie sur Mars se multiplient à la fin du XIXe siècle, à la suite des observations de canaux martiens — qui finalement se révéleront n'être que de simples illusions d'optique. Ainsi, en 1895, l'astronome américain Percival Lowell publie son livre Mars, suivi en 1906 par Mars et ses canaux, dans lesquels il propose l'idée que ces canaux sont le fruit d'une civilisation disparue depuis longtemps. Cette théorie est notamment reprise par l'écrivain britannique H. G. Wells dans son ouvrage La Guerre des mondes (1898), qui décrit une invasion de la Terre par des êtres venant de Mars et fuyant sa dessiccation.
Les analyses spectroscopiques de l'atmosphère de Mars commencent en 1884. L'astronome américain William Wallace Campbell montre alors qu'elle ne contient ni oxygène, ni eau. En 1909, profitant de la plus faible distance entre Mars et la Terre depuis 1877, les astronomes braquent les meilleurs télescopes du monde sur la planète rouge. Ces observations permettent de mettre définitivement fin à la théorie des canaux.

## Premier survol par Mariner 4
En 1965, la sonde américaine Mariner 4 est la première à effectuer avec succès un survol de Mars, transmettant ainsi les premières images de sa surface. Les photographies révèlent une planète aride sans aucun signe de rivière, d'océan, ou de vie. Elles montrent cependant de vastes zones recouvertes de cratères, ce qui traduit une inactivité tectonique et météorologique depuis environ quatre millions d'années.
La sonde constate également l'absence de magnétosphère qui aurait protégé la planète des rayons cosmiques hostiles à la vie. Elle parvient à mesurer la pression atmosphérique de Mars : environ 6 hPa (contre 1013 hPa sur Terre), ce qui interdit l'existence d'eau liquide en surface.
Depuis Mariner 4, la recherche de vie sur Mars se concentre sur la recherche d'organismes vivants simples, semblables aux bactéries, plutôt que d'organismes multicellulaires, pour lesquels l'environnement est trop hostile.

## Les expériences de la sonde Viking
Au milieu des années 1970, le principal objectif du programme Viking est de procéder à des expériences de détection de micro-organismes dans le sol martien. Les tests sont conçus pour rechercher des formes de vie similaires à celles que l'on peut trouver sur Terre. Sur les quatre expériences mises en œuvre, seule l'expérience « Labeled Release » (correspondant à la détection d'organismes hétérotrophes) fournit un résultat apparemment positif, montrant une augmentation de la production de 14CO2 lors de la première exposition du sol martien à un milieu riche en eau et en nutriments. Mais les scientifiques s'accordent aujourd'hui à dire que ces résultats sont le fruit de processus non biologiques et rappellent que l'expérience « GC-MS » n'a détecté aucune molécule organique. Néanmoins, de nombreuses interprétations différentes existent toujours quant à ces expériences.

### La controverseLabeled Release
Un des concepteurs de « Labeled Release », Gilbert Levin, pense ainsi que ses résultats sont un diagnostic définitif sur la vie sur Mars. Cependant, cela est contesté par de nombreux scientifiques, qui affirment que des espèces superoxydantes présentes dans le sol pourraient avoir produit ces effets sans présence de vie. Un consensus quasi général a dès lors rejeté les données de l'expérience LR comme une preuve de vie, parce que les chromatographes en phase gazeuse et spectromètres de masse, visant à identifier les matières organiques naturelles, n'ont pas permis de détecter de molécules organiques. Les résultats de la mission Viking concernant la vie sont donc considérés par la majorité des experts au mieux comme non concluants, au pire comme nuls,.
En 2007, lors d'un séminaire du Laboratoire de géophysique de la Carnegie Institution à Washington, l'expérience de Gilbert Levin a été évaluée une fois de plus. Levin affirme toujours que ses données originales sont correctes.
Ronald Paepe, un édaphologue (spécialiste des sols), a déclaré lors du congrès de l'Union européenne des géosciences que la détection récente d'argiles phyllosilicates sur Mars pouvait résulter d'une pédogenèse étendue à toute la surface de la planète. L'interprétation de Paepe voit la surface de Mars comme un sol actif coloré en rouge par des éons d'érosion, causée par l'eau, la végétation et l'activité microbienne.
Une équipe de chercheurs de l'Université nationale autonome du Mexique, dirigée par Rafael Navarro-Gonzalez, a quant à elle conclu que le matériel utilisé (TV-GC-MS) par le programme Viking pour rechercher des molécules organiques pouvait ne pas être assez sensible pour détecter de faibles niveaux de composés organiques. En raison de la simplicité de manipulation des échantillons, TV-GC-MS est encore considérée comme la méthode standard de détection organique pour les futures missions martiennes. Navarro-González suggère ainsi que la conception des futurs instruments de recherche de matière organique sur Mars intègre d'autres méthodes de détection.

### L'hypothétiqueGillevinia straata
L'affirmation de l'existence de vie sur Mars, sous une forme microbienne baptisée Gillevinia straata, est basée sur des données anciennes réinterprétées comme une preuve suffisante de la vie, principalement par les professeurs Gilbert Levin, Rafael Navarro-González et Ronalds Paepe. Les preuves à l'appui de l'existence de micro-organismes Gillevinia straata reposent sur les données recueillies par les deux atterrisseurs Viking, conçus pour la recherche de biosignatures. Cependant, les résultats d'analyse ont été officiellement déclarés non concluants par la communauté scientifique.
En 2006, Mario Crocco, neurobiologiste à l'Hôpital neuropsychiatrique Borda de Buenos Aires, en Argentine, propose la création d'un nouveau taxon classant ces résultats comme « métaboliques » et donc appartenant à une forme de vie. De telles catégories permettraient d'être en mesure d'accueillir ce genre de micro-organismes martiens dans le règne du vivant. Crocco propose l'entrée suivante : 
- Système de la vie organique : Solaria
- Biosphère : Marciana
- Règne : Jakobia (nommé d'après le neurobiologiste Christfried Jakob)
- Genre et espèces :Gillevinia straata

En conséquence, le Gillevinia straata ne serait pas une bactérie (qui est plutôt un taxon terrestre), mais un membre du règne "Jakobia" de la biosphère "Marciana" du système "Solaria". 
L'effet escompté de ces propositions était de renverser la charge de la preuve concernant la question de la vie, mais la taxonomie proposée par Crocco n'a pas été acceptée par la communauté scientifique et est considérée comme un simple nomen nudum. De plus, aucune autre mission martienne n'a trouvé de traces de biomolécules.

## Météorites
L'analyse des météorites pour faire la preuve d'une (ancienne) vie sur Mars est controversée, mais d'un grand intérêt pour les biologistes.
L'existence même ancienne d'une vie unicellulaire sur Mars permettrait de corroborer des théories sur l'origine de la vie.
La NASA a une collection d'au moins 57 météorites martiennes, qui sont extrêmement utiles dans la mesure où ce sont les seuls échantillons physiquement disponibles en provenance de la planète Mars.
La spéculation a augmenté quand des études ont montré qu'au moins trois d'entre elles ont des preuves d'une potentielle vie sur Mars dans le passé. Bien que les résultats scientifiques soient fiables, leurs interprétations varient. À ce jour, malgré de nombreuses publications, le débat n'est pas tranché. 
Au cours des dernières décennies, sept critères ont été retenus pour la reconnaissance de la vie passée dans des échantillons géologiques terrestres. Ces critères sont:
1. Est-ce que le contexte géologique de l'échantillon est compatible avec la vie passée ?
2. Est-ce que l'âge de l'échantillon et de son emplacement stratigraphique est compatible avec une vie possible ?
3. Est-ce que l'échantillon contient la preuve de morphologie cellulaire et de colonies ?
4. Y a-t-il une preuve de biominéraux montrant des déséquilibres chimiques ou minéraux ?
5. Y a-t-il une preuve d'isotopes stables uniques au modèle biologique ?
6. Y a-t-il présence de biomarqueurs organiques ?
7. Les caractéristiques sont elles indigènes à l'échantillon ?

Pour un consensus général sur la preuve de trace de vie passée dans un échantillon géologique, la plupart ou la totalité de ces critères doivent être atteints.

### Météorite ALH84001

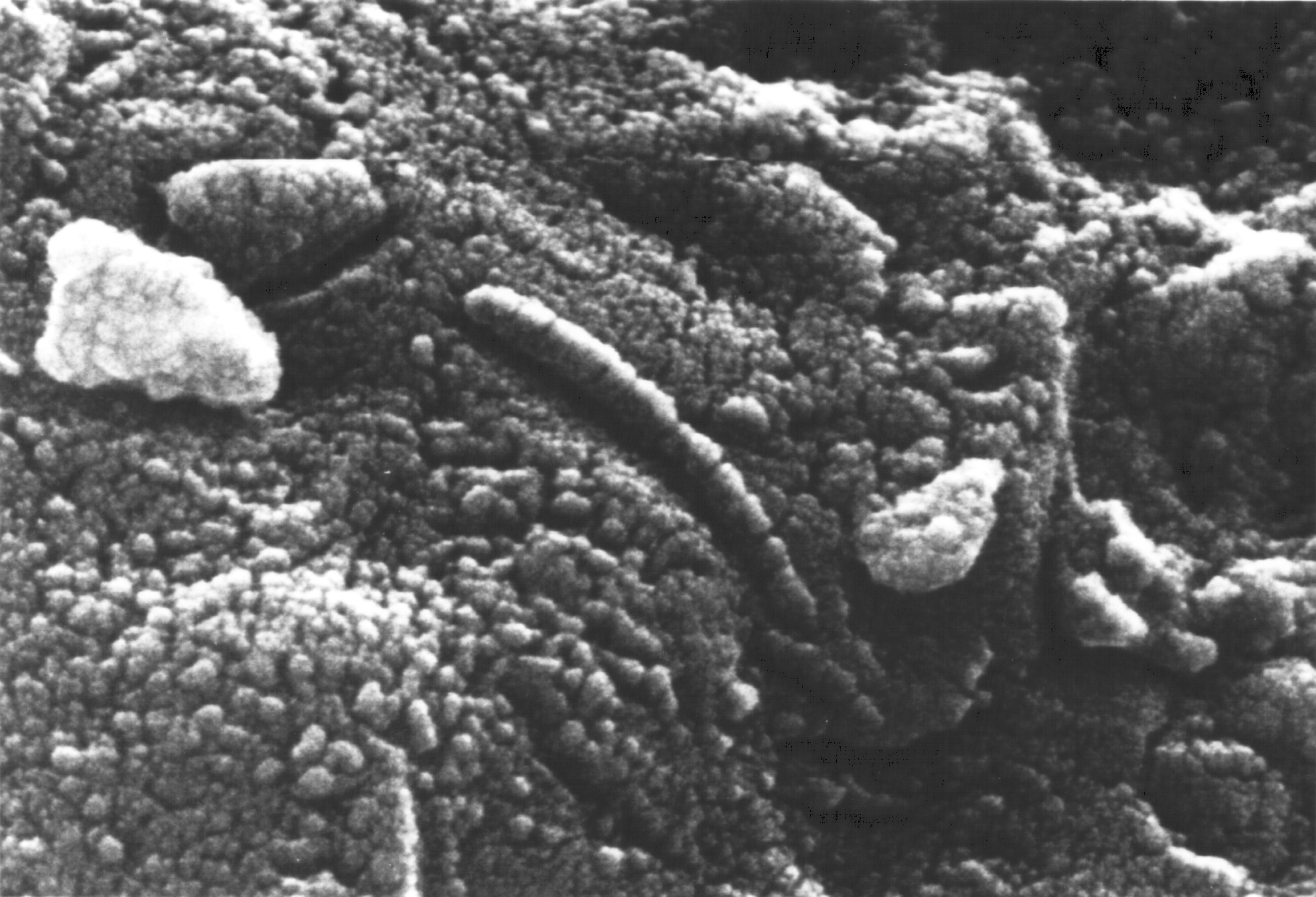
Le microscope électronique révèle des structures ressemblant à des bactéries dans un fragment de la météorite ALH84001.

La météorite ALH84001 a été trouvée en décembre 1984 en Antarctique par des membres du programme ANSMET ; la météorite pèse 1,93 kg. 
L'échantillon a été éjecté de Mars il y a environ 17 millions d'années et a passé 11 000 ans dans ou sur la glace de l'Antarctique. L'analyse de sa composition par la NASA a révélé une sorte de magnétite que l'on ne trouve sur Terre qu'en association avec certains micro-organismes ; puis, en août 2002, une autre équipe de la NASA, dirigée par Thomas-Keptra, a publié une étude indiquant que 25 % de la magnétite de ALH84001 apparaît sous la forme de petits cristaux de taille uniforme qui, sur Terre, sont associés avec une activité biologique, et que le reste de la matière semble être de la magnétite normale inorganique. La technique d'extraction ne permet pas de déterminer si, éventuellement, la magnétite biologique a été organisée en chaînes comme on devrait s'y attendre. La météorite montre l'indication d'une température de minéralisation relativement faible par de l'eau et porte les traces d'altération aqueuse pré-terrienne. Des traces d'hydrocarbures aromatiques polycycliques (HAP) ont été trouvées à des niveaux en augmentation en s'éloignant de la surface.
Certaines structures ressemblent à des moulages de la fossilisation de bactéries terrestres et de leurs appendices (fibrilles) ou des sous-produits (substances extra-cellulaires polymériques) sur les bords de globules de carbonate et de l'altération aqueuse pré-terrienne,. La taille et la forme des objets sont compatibles avec celles des nanobactéries terrestres fossilisées, mais l'existence de nanobactéries est elle-même controversée.

### Météorite Nakhla

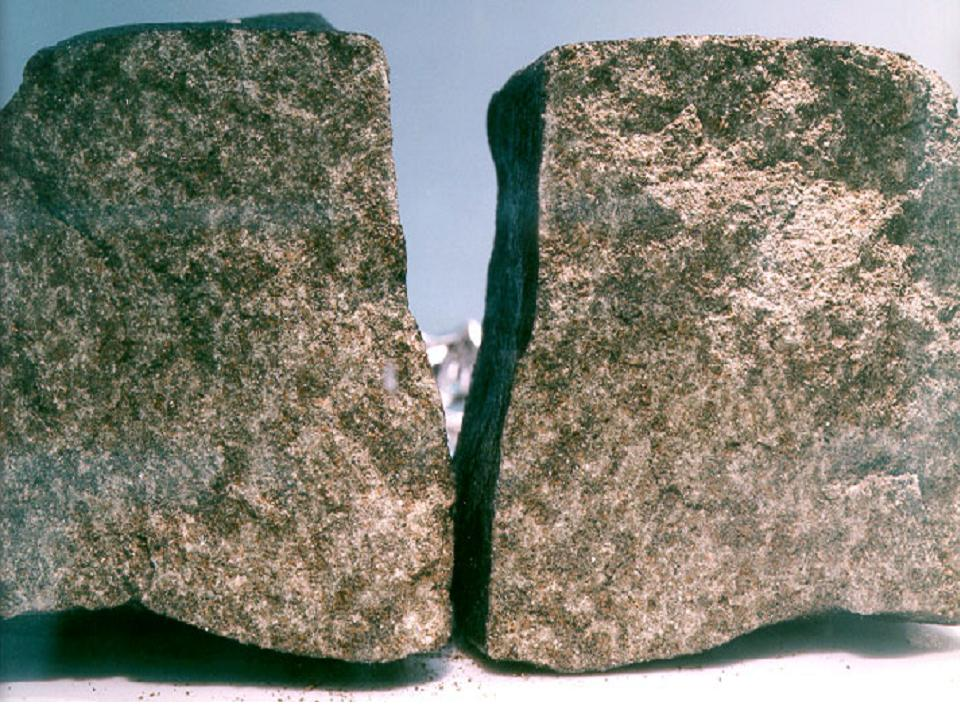
Météorite de Nakhla.

La météorite de Nakhla est tombée sur Terre le 28 juin 1911 sur la localité de Nakhla, Alexandrie, Égypte,
En 1998, une équipe du Johnson Space Center de la NASA a obtenu un petit échantillon pour analyse. Les chercheurs ont constaté des altérations aqueuses pré-terriennes et les objets de taille et de forme compatibles avec des nanobactéries fossilisés terrestres, mais l'existence de nanobactéries elle-même est controversée. 

En 2000, une analyse par chromatographie en phase gazeuse et spectrométrie de masse (GC-MS) a étudié ses hydrocarbures aromatiques polycycliques de poids moléculaire élevé ; les chercheurs de la NASA ont conclu que jusqu'à 75 % de la matière organique dans Nakhla pourraient ne pas être une contamination terrestre récente,.

### Météorite Shergotty
La météorite de Shergotty est une météorite martienne de 4 kg, tombée sur Terre à Shergotty, en Inde le 25 août 1865 et qui a été récupérée par des témoins presque immédiatement. 

Cette météorite est relativement jeune, sa formation a été calculée à seulement 165 millions d'années, d'origine volcanique. Elle est composée essentiellement de pyroxène et on pense qu'elle a subi une altération aqueuse pré-terrienne de plusieurs siècles. Certaines formations à l'intérieur font penser à des restes de biofilm et de leurs communautés microbiennes. Les travaux sont en cours à la recherche de magnétite avec des phases d'altération.

## Eau liquide

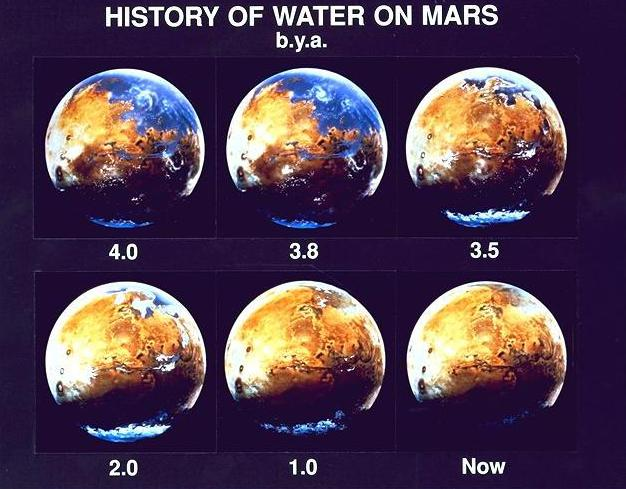
Une série de vues d'artiste illustrant la présence hypothétique d'eau sur mars.

Aucune autre sonde martienne, depuis Viking, n'a cherché de signes de vie dans le régolithe martien. Les missions récentes de la NASA ont mis l'accent sur la question de la présence de l'eau liquide sur Mars, sous forme de lacs, dans un lointain passé. En effet, les scientifiques ont trouvé de l'hématite, un minéral qui se forme en présence d'eau.
Beaucoup de scientifiques ont longtemps tenu cette présence comme allant presque de soi sur la base des divers reliefs géologiques de la planète, mais d'autres ont proposé différentes explications, l'érosion éolienne, des océans d'oxygène, etc. Ainsi, la mission du Mars Exploration Rovers de 2004 n'a pas été la recherche de la vie présente ou passée, mais celle de preuves d'eau liquide à la surface de Mars dans l'antique passé de la planète.
En juin 2000, la preuve de cours d'eau sous la surface de Mars a été découverte sous la forme de ravines. Des réserves d'eau liquide à grande profondeur, à proximité du noyau de la planète, pourraient constituer aujourd'hui l'habitat de la vie.
Toutefois, en mars 2006, les astronomes ont annoncé la découverte des ravines similaires sur la Lune, qui ne semble jamais avoir eu de l'eau liquide à sa surface. Les astronomes suggèrent que les ravines pourraient être le résultat d'impacts de micrométéorites ou de la sublimation du dioxyde de carbone.
En mars 2004, la NASA a annoncé que son robot Opportunity avait découvert des preuves que la planète Mars a été, dans un passé lointain, une planète humide. Cela a suscité l'espoir que la preuve de vie dans le passé pourrait être trouvée sur la planète aujourd'hui.
En décembre 2006, la NASA a montré des images prises par la sonde Mars Global Surveyor qui ont suggéré que de l'eau jaillissait de temps en temps à la surface de Mars. 
Les images ne montrent pas de l'eau ruisselante. Au contraire, elles ont montré des changements dans les cratères et les dépôts de sédiments, en fournissant des éléments de preuve encore plus forts que de l'eau avait ruisselé à travers eux pas plus tard qu'il y a plusieurs années, et pourrait peut-être le faire encore aujourd'hui. Certains chercheurs sont sceptiques sur l'action d'eau liquide dans l'évolution de la surface vue par la sonde. Ils ont dit que d'autres matériaux comme le sable ou la poussière peuvent circuler comme un liquide et produire des résultats similaires.
Une analyse du grès de Mars, en utilisant les données obtenues à partir de spectrométrie en orbite, suggère que les eaux qui existaient auparavant sur la surface de Mars auraient eu une trop grande salinité pour subvenir à la plupart des formes de vie terrestres. Tosca et al. ont constaté que l'eau martienne dans les lieux qu'ils avaient étudiés avait une activité de l'eau, aw ≤ 0,78 à 0,86 — un niveau fatal à la plupart de la vie terrestre. L'haloarchaea, cependant, est capable de vivre dans des solutions hypersalines, jusqu'au point de saturation.
Le Phoenix Mars Lander de la NASA, qui a atterri dans la plaine arctique de Mars en mai 2008, a confirmé la présence de glace d'eau près de la surface. Cela a été confirmé lorsque des matériaux brillants, exposés par le creusement du bras de la sonde, se sont vaporisés et ont disparu en 3 à 4 jours. Cela a été expliqué par de la glace sous la surface, exposée par le creusement, qui a sublimé par l'exposition à l'atmosphère.
En juillet 2018, l'analyse et la découverte de supposées masses d'eau liquide, plus exactement de saumure, sous un kilomètre et demi de glace dans la région Planum Australe près du pôle sud, grâce aux observations par le radar embarqué MARSIS de la sonde Mars Express, effectuées entre 2012 et 2015, relance les débats sur les possibilités de vie sur la planète,. Ce lac sous-glaciaire de 20 km de diamètre serait à une température de  –74 °C, et maintenu à l'état liquide par une forte concentration en sels. Cependant la résolution du radar (5 km) ne permet pas d'être totalement affirmatif.

## Méthane
Des traces de méthane dans l'atmosphère de Mars ont été découvertes en 2003 et vérifiées en 2004,,,,,. La présence de méthane est très intrigante, car ce gaz est instable. Cela indique qu'il doit y avoir une source sur la planète pour entretenir un tel taux dans l'atmosphère. On estime que Mars doit produire 270 tonnes de méthane par an,; les impacts de météorites ne participant qu'à hauteur de 0,8 % à cette production. Des sources géologiques de méthane comme la serpentinite sont possibles, le manque de volcanisme, d'activité hydrothermale ou point chaud n'est pas favorable au méthane géologique. En 2012 des chercheurs cosmochimistes publient un article dans la revue Nature, observant le fait que des matériaux organiques pouvant être contenus dans des micrométéorites produisent du méthane en quantité non négligeable sous l'action des ultraviolets. Cette production de méthane se renforçant avec une augmentation des températures, ceci correspond aux régions où justement on observe une plus grande concentration de méthane, c'est-à-dire les régions équatoriales.
L'existence de vie sous la forme de micro-organismes, tels les méthanogènes, est une source possible, mais non encore prouvée. S'il y a de la vie martienne microscopique produisant du méthane, elle réside probablement profondément en dessous de la surface, où il fait encore assez chaud pour permettre à l'eau liquide d'exister.

## Formaldéhyde
En février 2005, il a été annoncé que le Planetary Fourier Spectrometer (PFS), embarqué sur Mars Express Orbiter de l'Agence spatiale européenne, a détecté des traces de formaldéhyde dans l'atmosphère de Mars. Vittorio Formisano, le directeur du PFS, a spéculé que le formaldéhyde pouvait être le sous-produit de l'oxydation du méthane et, selon lui, pouvait fournir la preuve que Mars est géologiquement très active, ou héberge des colonies de vie microbienne. Les scientifiques de la NASA ont considéré ces résultats préliminaires comme une piste méritant d'être suivie, mais ils les ont également rejetés comme preuve de vie.

## Silice
En mai 2007, le rover Spirit a perturbé une parcelle de terrain avec ses roues en panne, découvrant une région extrêmement riche en silice (90 %). La caractéristique n'est pas sans rappeler l'effet d'une source chaude et/ou de vapeur d'eau entrant en contact avec des roches volcaniques.
Les scientifiques estiment que ce témoignage d'un passé de l'environnement peut avoir été favorable à la vie microbienne, et leur théorie sur l'origine possible est que la silice a été produite par l'interaction du sol avec les vapeurs acides produites par l'activité volcanique en présence d'eau. Une autre théorie est que cela aurait pu se passer dans l'environnement d'une source d'eau chaude.

## Dark dune spots
Dark dune spots (« taches sombres sur les dunes »), aussi appelées « martian spiders » (« araignées martiennes »), sont des caractéristiques que l'on peut voir principalement dans la région polaire sud (entre 60° et 80° de latitude) de Mars, sur ou sous la calotte glaciaire polaire. Les taches ont été découvertes sur des images prises par la sonde Mars Global Surveyor en 1998-1999.
Les taches apparaissent au début du printemps martien et disparaissent avant le début de l'hiver. 

Une théorie sur l'origine biologique possible des taches a été émise par une équipe hongroise qui propose que les taches soient des colonies de micro-organismes martiens photosynthétiques, qui vivent sous la couche glaciaire. Lorsque le Soleil revient au pôle au début du printemps, la lumière pénètre dans la glace, les micro-organismes la photosynthétisent réchauffant leur environnement immédiat ; une poche d'eau liquide, qui devrait normalement s'évaporer instantanément dans l'atmosphère ténue de Mars, est prise au piège dans la glace. 

Quand la couche de glace s'amincit, les micro-organismes sont vus en gris. Quand elle a complètement fondu, ils se dessèchent rapidement et tournent au noir, entourés d'une auréole grise,. La bactérie haloarchaea « éprise de sel » a été proposée pour être utilisée comme un « modèle » pour étudier ces hypothétiques extrémophiles de Mars.
La théorie actuelle de la NASA, est que les taches sont composées de fragments de cendres basaltiques, soit d'agrégats de poussière sombre qui formeraient des résidus de sublimation. Bien que l'Agence spatiale européenne (ESA) n'ait pas encore formulé une théorie, elle a indiqué que l'emplacement et la forme des taches sont en contradiction avec une explication physique.

## Rayonnement cosmique
En 1965, la sonde Mariner 4 a découvert que la planète Mars n'a pas de champ magnétique global qui permettrait de protéger la planète contre les conséquences potentiellement mortelles du rayonnement cosmique et du rayonnement solaire, les observations faites à la fin des années 1990 par la sonde Mars Global Surveyor ont confirmé cette découverte.
Les scientifiques conjecturent que l'absence de protection magnétique a permis au vent solaire de souffler la plus grande partie de l'atmosphère de Mars au cours de plusieurs milliards d'années. 
En 2007, il a été calculé que les dégâts causés par le rayonnement cosmique sur l'ADN et l'ARN ont repoussé la vie sur Mars à une profondeur d'au moins 7,5 mètres.
En conséquence, le meilleur espoir pour une histoire de la vie sur Mars réside dans un environnement qui n'a pas encore été étudié : le sous-sol.

## Missions

### Phoenix Lander (2008)

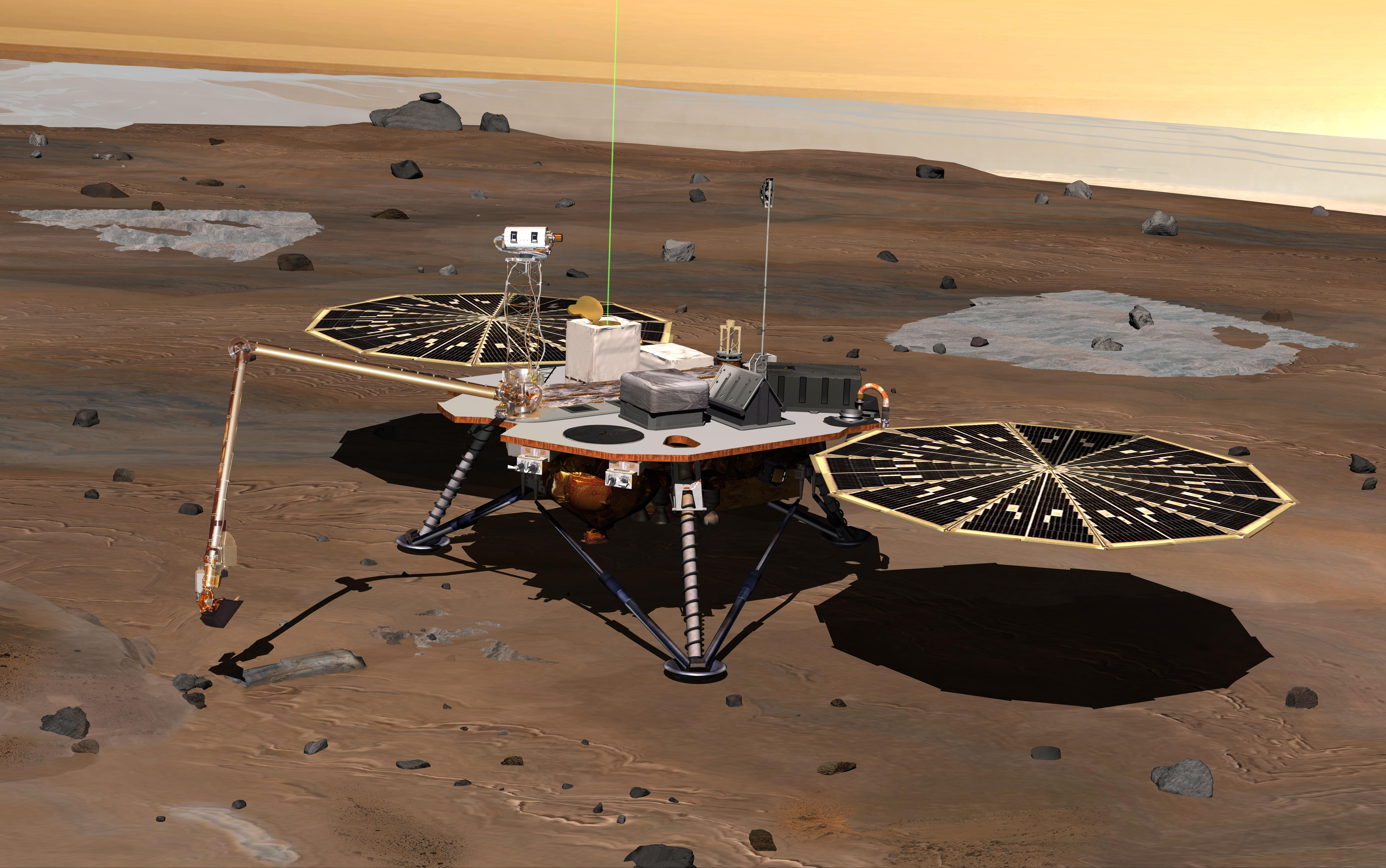
Vue d'artiste de la sonde Phoenix.

La mission Phoenix consistait à poser un atterrisseur dans la région polaire Nord de Mars le 25 mai 2008. Il a fonctionné jusqu'au 10 novembre 2008.
Les deux objectifs principaux de la mission sont de repérer dans le régolite martien une « zone habitable » pour la vie microbienne et d'étudier l'histoire géologique de l'eau sur Mars.
L'atterrisseur est équipé d'un bras robotique de 2,5 mètres capable de creuser une tranchée de 0,5 mètre dans le régolite. Une expérience d'électrochimie analyse les ions présents dans le sol et détermine notamment la quantité et le type d'antioxydants présents sur Mars. Les données du programme Viking semblent en effet indiquer que l'abondance des oxydants sur Mars peut varier avec la latitude, puisque Viking 2 a trouvé moins d'oxydants que Viking 1, situé plus au sud. Phoenix débarque, quant à lui, encore plus au nord que ses deux prédécesseurs.
Les données préliminaires de Phoenix indiquent que le sol de Mars contient des perchlorates, et peut ainsi ne pas être aussi favorable à la vie qu'envisagé,
,
. Le pH et la salinité ont été considérés comme bénins au point de vue de la biologie. Les analyseurs indiquent également la présence d'eau liée et de CO2.

### Mars Science Laboratory, 2012

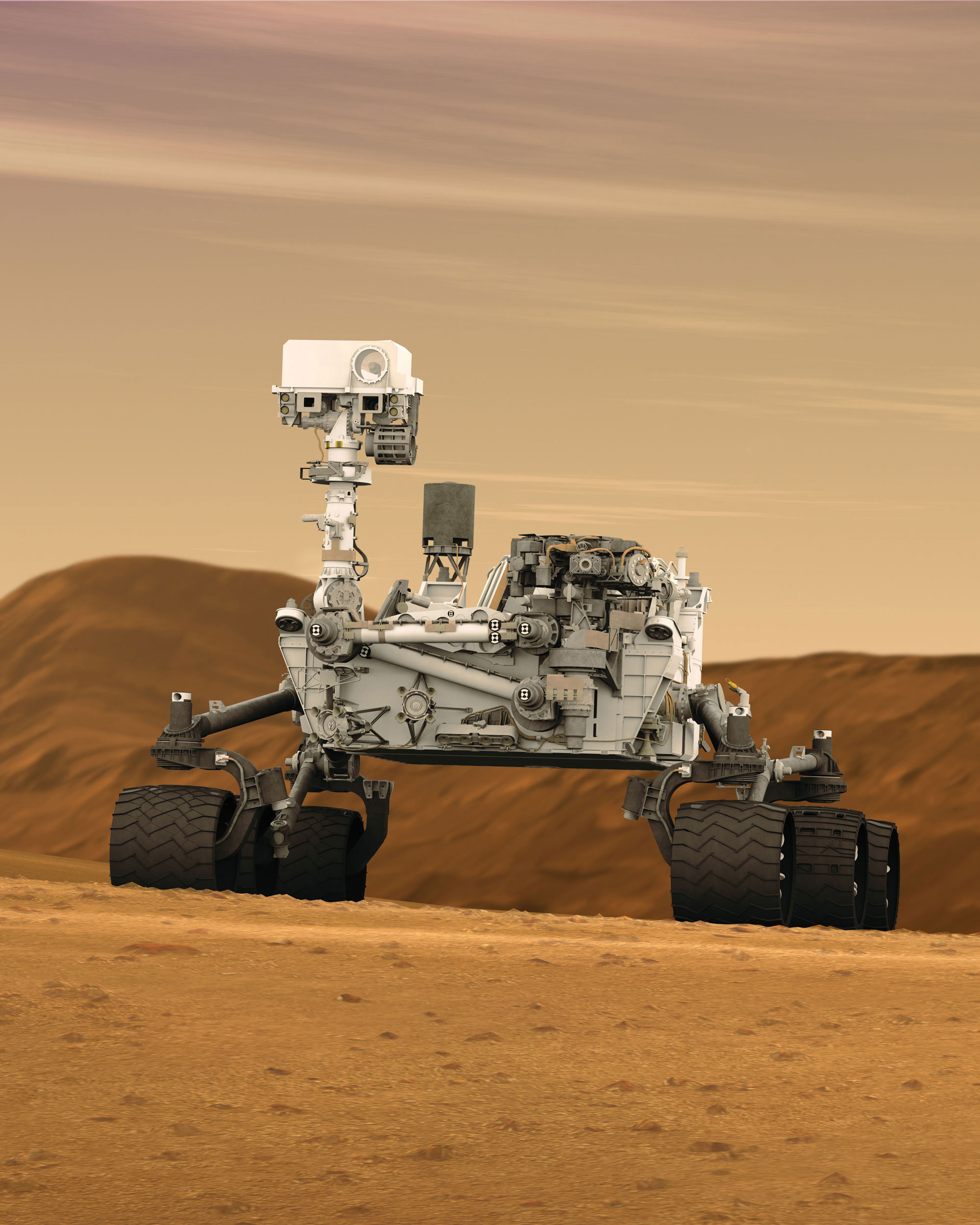
Vue d'artiste de la sonde MSL

La sonde spatiale Mars Science Laboratory (MSL, en français « Laboratoire scientifique pour Mars ») a été lancée le 26 novembre 2011 par la NASA et s'est posée le 6 août 2012, elle comprend des instruments et des expériences visant à rechercher, des conditions passées ou présentes compatibles avec l'activité biologique.

### Mission Insight 2018
Partie le 5 mai 2018 des États-Unis, la sonde InSight s'est posée le 26 novembre sur le sol de Mars (site d'Elysium Planitia), après un voyage de 485 millions de kilomètres.

### 2020
En mars 2020, le rover Perseverance est envoyé sur Mars afin d'analyser la surface de Mars grâce au projet SuperCam, développé au LAB (Laboratoire d'Astrophysique de Bordeaux) qui, par rapport à Curiosity, a un laser vert en plus du laser rouge. D'autres instruments sont à bord comme un analyseur d'échantillons, une sonde, ainsi que MOXIE (Mars Oxygen ISRU Experiment)...

### Missions futures
- La NASA envisage de lancer l'Astrobiology Field Laboratory en 2016, pour aider à répondre à la question de la vie sur Mars. Le Mars Exploration and Payload Analysis Group est chargé de décider quelles seront les expériences de la mission[48].
- Il a été préconisé pour les futures missions des échantillonnages à différentes profondeurs sous la surface, où, d'après certains, l'eau liquide pourrait se trouver et où les micro-organismes pourraient survivre aux radiations cosmiques[46].
- Mars Sample Return : la meilleure expérience de détection de la vie est l'examen sur Terre d'un échantillon du sol de Mars. Toutefois, la difficulté de fournir et de maintenir les supports de vie au cours des mois de transit depuis la planète Mars reste à résoudre. Fournir l'environnement et répondre à des besoins nutritionnels encore inconnus est une gageure. Si des formes de vie sont retrouvées mortes dans un échantillon, il sera difficile de conclure si ces organismes étaient en vie au départ.